# Riom-Parsonz
Riom-Parsonz var en kommun i distriktet Albula i den schweiziska kantonen Graubünden. Den bildades 1979 genom sammanläggning av de tidigare kommunera Riom och Parsonz (föråldrade tyska och tidigare officiella namn: Reams und Präsanz). Från och med 2016 är den en del av kommunen Surses.

## Språk och religion
Det traditionella språket är surmeirisk rätoromanska, som förr var hela befolkningens modersmål. Under senare delen av 1900-talet har deras andel dock sjunkit till omkring två tredjedelar, till förmån för tyska. Barnen från Riom och Parsonz går i skola i Savognin där undervisningsspråket är rätoromanska i årskurs 1-6 och tyska i årskurs 7-9.
Det stora flertalet av invånarna är alltjämt katoliker.

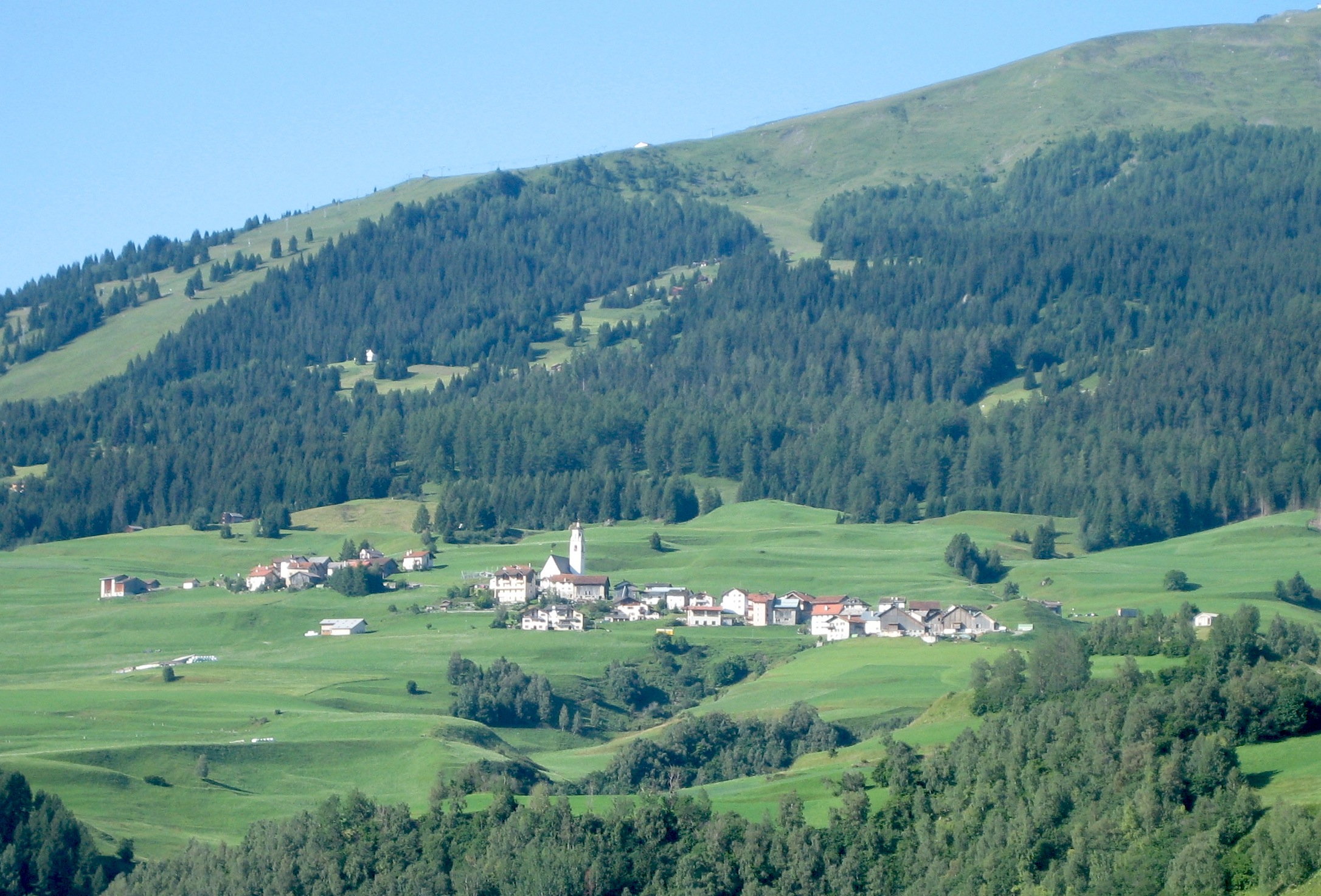
Parsonz